# Нодія Гіві Георгійович
Гі́ві Гео́ргійович Но́дія (рос. Гиви Георгиевич Нодия, груз. გივი ნოდია, нар. 2 січня 1948, Кутаїсі — пом. 7 квітня 2005, Тбілісі) — радянський футболіст, що грав на позиції нападника. По завершенні ігрової кар'єри — радянський та грузинський футбольний тренер. Майстер спорту (1966), майстер спорту міжнародного класу (1972), заслужений тренер Грузинської РСР (1983)
Більшу частину ігрової кар'єри провів у «Динамо» (Тбілісі), з яким чотири рази ставав бронзовим призером чемпіонату СРСР, а також у складі національної збірної СРСР став фіналістом чемпіонату Європи 1972 року.

## Клубна кар'єра
Вихованець груп підготовки кутаїського «Торпедо». Перший тренер — Карло Павлович Хурцидзе.
У дорослому футболі дебютував 1965 року виступами за «Торпедо» (Кутаїсі), в якій провів два сезони, взявши участь у 36 матчах чемпіонату.
Своєю грою за цю команду привернув увагу представників тренерського штабу «Динамо» (Тбілісі), до складу якого приєднався на початку 1967 року. Відіграв за тбіліських динамівців наступні дев'ять сезонів своєї ігрової кар'єри. Більшість часу, проведеного у складі тбіліського «Динамо», був основним гравцем атакувальної ланки команди, допомігши команді виграти чотири бронзові медалі чемпіонату. Крім того, Гіві був одним з головних бомбардирів команди, маючи середню результативність на рівні 0,36 голу за гру першості і у сезоні 1970 року з 17 голами навіть став найкращим бомбардиром чемпіонату.
Завершив професійну ігрову кар'єру у клубі «Локомотив» (Москва), за команду якого виступав протягом 1976–1978 років.
Молодший брат Леван виступав за «Торпедо» (Кутаїсі) і «Динамо» (Тбілісі). Майстер спорту (1967). В єврокубках провів вісім матчів.

## Виступи за збірну
21 листопада 1967 року дебютував в офіційних матчах у складі національної збірної СРСР в грі проти збірної Нідерландів, яка завершилась перемогою «помаранчевих» з рахунком 3:1.
У складі збірної був учасником чемпіонату Європи 1968 року в Італії, чемпіонату світу 1970 року у Мексиці та чемпіонату Європи 1972 року у Бельгії, де разом з командою здобув «срібло».
Протягом кар'єри у національній команді, яка тривала 7 років, провів у формі головної команди країни 21 матч, забивши 5 голів.

## Кар'єра тренера
З 1980 року був асистентом тренера в «Динамо» (Тбілісі). У 1982 та 1984—1986 роках працював головним тренером у «Торпедо» (Кутаїсі), але обидва рази повертався до «Динамо».
1988 року очолив «Руставі», з яким увійшов у перший чемпіонат Грузії 1990 року і пропрацював до 1992, після чого став головним тренером «Динамо» (Тбілісі).
1995 року став головним тренером «Локомотива» (Санкт-Петербург), з яким в першому ж сезоні вийшов до другого за рівнем дивізіону Росії, де протягом кількох років успішно боровся за виживання. Але 2000 року клуб зайняв останнє 20 місце та вилетів у нижчий дивізіон і Нодія покинув клуб, очоливши одноклубників із Тбілісі.
Останнім місцем тренерської роботи був клуб «Динамо» (Тбілісі), команду якого Гіві Нодія очолював як головний тренер з 2001 до 2003 року.
Помер 7 квітня 2005 року на 58-му році життя у Тбілісі.

## Титули і досягнення

### Як гравець
- Бронзовий призер чемпіонату СРСР (4) : 1967, 1969, 1971, 1972  (у складі «Динамо» Тбілісі)
- Найкращий бомбардир чемпіонату СРСР: 1970 (17 голів)
- Чемпіон Європи (U-18): 1966
- Віце-чемпіон Європи: 1972
- Член клубу Григорія Федотова — 113 голів

### Як тренер
- Чемпіон Грузії (2): 1993-94, 2002-03  (у складі «Динамо» Тбілісі)
- Володар кубка Грузії (2): 1993-94, 2002-03  (у складі «Динамо» Тбілісі)